# Euchaetis rhizobola
Espèce
Euchaetis rhizobola est une espèce de lépidoptère de la famille des Oecophoridae.
Il a une envergure de 3 cm.
La larve se nourrit de feuilles de diverses espèces d'eucalyptus
On le trouve en Australie notamment Nouvelle-Galles du Sud et Queensland.

## Galerie

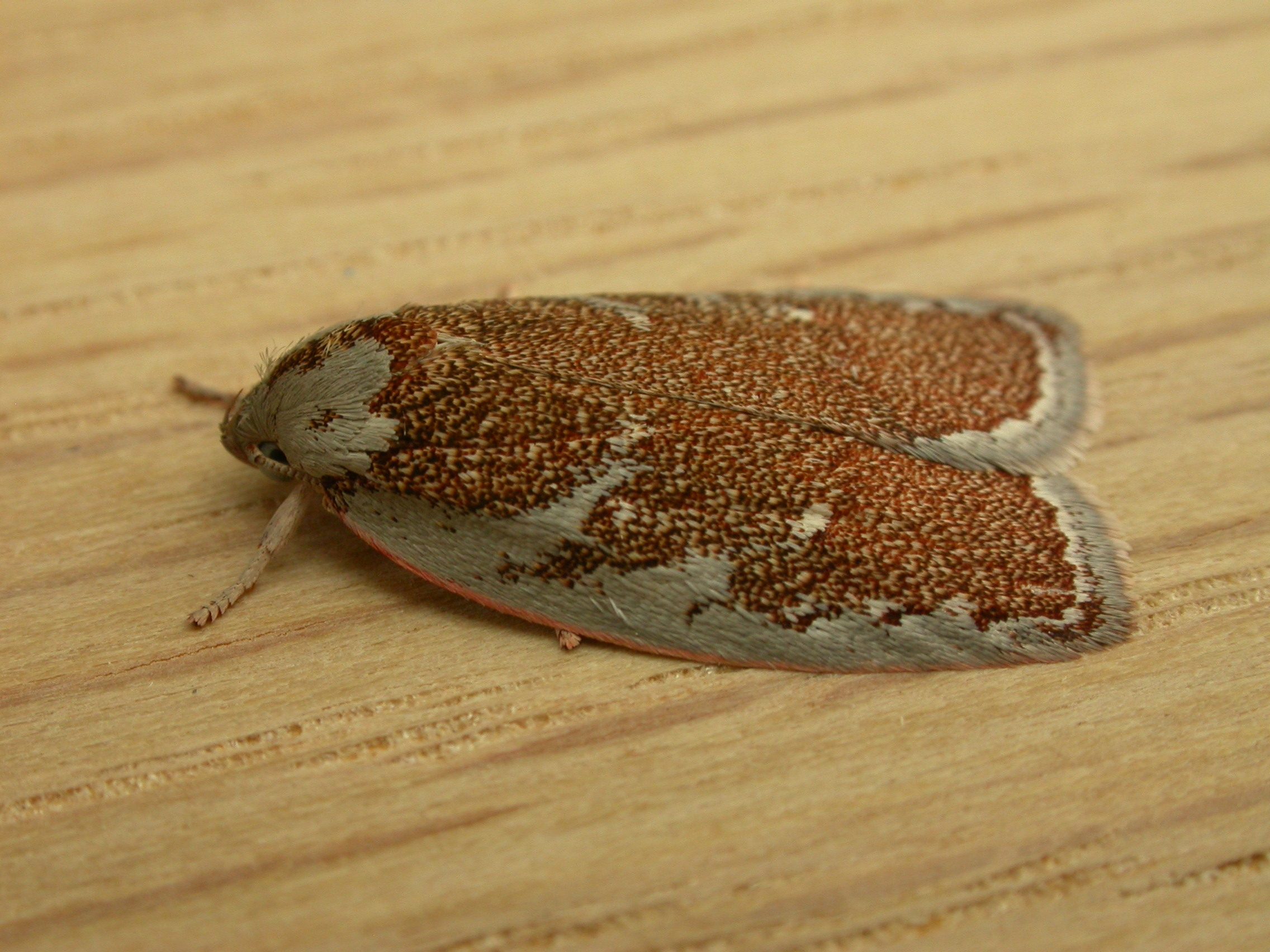
Euchaetis rhizobola